# Manolis Anagnostakis
Manolis Anagnostakis (Salónica, 10 de março de 1925 – Atenas, 23 de junho de 2005) foi um poeta e crítico grego na vanguarda dos movimentos de poesia marxista e existencialista que surgiram durante e após a Guerra Civil Grega no final da década de 1940. 

## Carreira
Anagnostakis foi um líder entre seus contemporâneos e influenciou a geração de poetas imediatamente após ele. Seus poemas foram homenageados em prêmios nacionais da Grécia e arranjados e cantados por músicos contemporâneos. Apesar de suas realizações, Philip Ramp observa que Anagnostakis "é o menos conhecido, para um público de língua inglesa, dos principais poetas gregos de sua geração".

## Trabalhos
- 1945: Epoches (Seasons), Thessaloniki.
- 1948: Epoches 2 (Seasons 2), Serres.
- 1951: Epoches 3 (Seasons 3), Thessaloniki.
- 1954: Synecheia (The Continuation), Atenas.
- 1955: Synecheia 2 (The Continuation 2), Atenas.
- 1956: Ta piimata 1941-1956 (The Poems 1941-1956), Atenas.
- 1962: Synecheia 3 (The Continuation 3), Thessaloniki.
- 1965: Yper Kai Kata (Pros and Cons), Thessaloniki.
- 1971: O stochos, Athens. English edition, 1980: The target. Selected poems, traduzidos por Kimon Friar
- 1971: Ta piimata 1941-1971, (The Poems 1941-1971), Atenas, Stigmi, 1985.
- 1972: Paréntheseis (Parentheses), Atenas.
- 1978: Anti-Dogmatica (Anti-dogmatic pieces), Atenas.
- 1979: To Perithorio (The Margin), Atenas.
- 1983: Y.G. (P.S.), Atenas.
- 1985: Ta Sympleromatika (The Complementary Pieces: Critical Notes), Atenas.
- 1987: O piitis Manussos Fassis, (The Poet Manussos Fassis), Athens, Stigmi, 1987.